# نیروی دفاع هوایی شوروی
نیروهای دفاع هوایی شوروی (به روسی: войска ПВО voyska protivovozdushnoy oborony, voyska PVO, V-PVO, lit) نیروهای شاخه دفاع هوایی نیروهای مسلح شوروی بودند. این نیرو که در سال ۱۹۴۱ تشکیل شد، پس از سال ۱۹۹۱ به‌عنوان یک شاخه خدماتی از نیروهای مسلح روسیه ادامه داد تا اینکه در سال ۱۹۹۸ در نیروی هوایی ادغام شد. در طول دوره شوروی، به‌طور کلی از نظر اهمیت خدمات شوروی، پس از نیروهای موشکی استراتژیک و نیروهای زمینی در رتبه سوم قرار داشت.
|                              |
| اجزا                         |
| ستاد کل                      |
| نیروهای راهبردی موشکی        |
| ارتش سرخ * نیروی زمینی شوروی |
| نیروی دفاع هوایی شوروی       |
| نیروی هوایی                  |
| نیروی دریایی                 |
| درجات نظامی                  |
| درجات نظامی شوروی            |
| تاریخ نظامی                  |
| تاریخ نظامی شوروی            |
| تاریخ درجات نظامی روسیه      |

## فرماندهان
- مارشال اتحاد جماهیر شوروی لئونید گووروف

۱۹۵۴–۱۹۵۵
- مارشال اتحاد جماهیر شوروی سرگئی بیریوزوف

۱۹۵۵–۱۹۶۲
- مارشال هوانوردی ولادیمیر سودتس

۱۹۶۲–۱۹۶۶
- مارشال اتحاد جماهیر شوروی پاول باتیتسکی

۱۹۶۶–۱۹۷۸
- مارشال هوانوردی الکساندر کولدونوف

۱۹۷۸-می ۱۹۸۷
- ژنرال ارتش ایوان ترتیاک

۳۱ می ۱۹۸۷–۲۴ اوت ۱۹۹۱

## تجهیزات (۱۹۹۰)

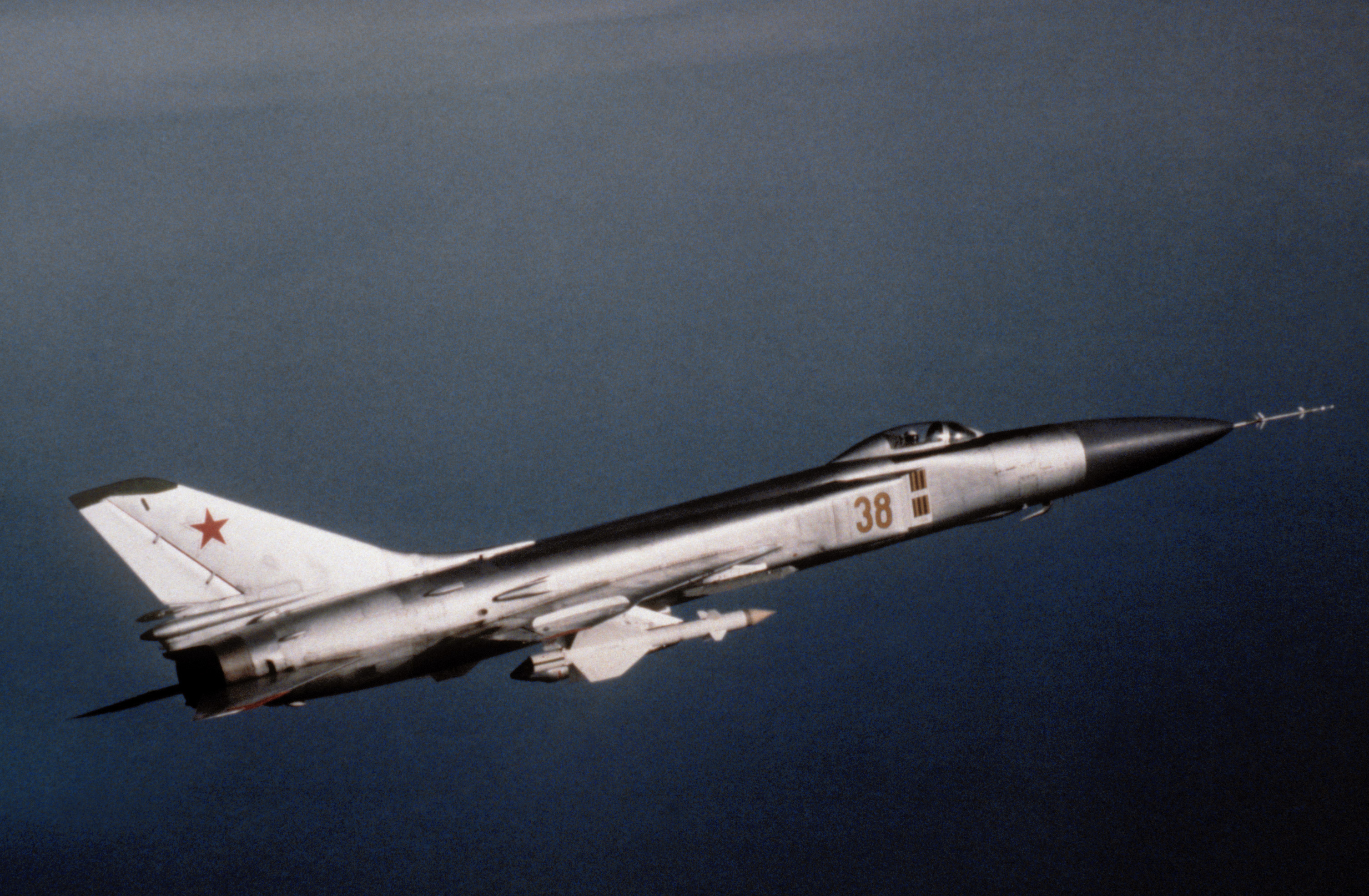
سوخو-۱۵

### ۲۳۱۵ هواگردرهگیر
- ۵۰۰ سوخو-۱۵
- ۸۵۰ میگ-۲۳
- ۳۵۰ میگ-۲۵
- ۲۱۰ سوخو-۲۷
- ۳۶۰ میگ-۳۱

### آواکس
- ۳ توپولف-۱۲۶ (در سال ۱۹۸۴ بازنشسته شد.)
- ۱۴ برییف آ-۵۰

### موشک‌های زمین به هوا[۲]
- ۱۴۰۰ اس-۲۵
- ۲۴۰۰ اس-۷۵ دوینا
- ۱۰۰۰ اس-۱۲۵پیچورا
- ۱۹۵۰ اس-۲۰۰
- ۱۷۰۰ اس-۳۰۰ (سامانه موشکی)